# Étrelles
Étrelles is een gemeente in het Franse departement Ille-et-Vilaine (regio Bretagne). De plaats maakt deel uit van het arrondissement Fougères-Vitré. Étrelles telde op 1 januari 2022 2.670 inwoners.

## Geografie
De oppervlakte van Étrelles bedroeg op 1 januari 2022 27,17 vierkante kilometer; de bevolkingsdichtheid was toen 98,3 inwoners per km².

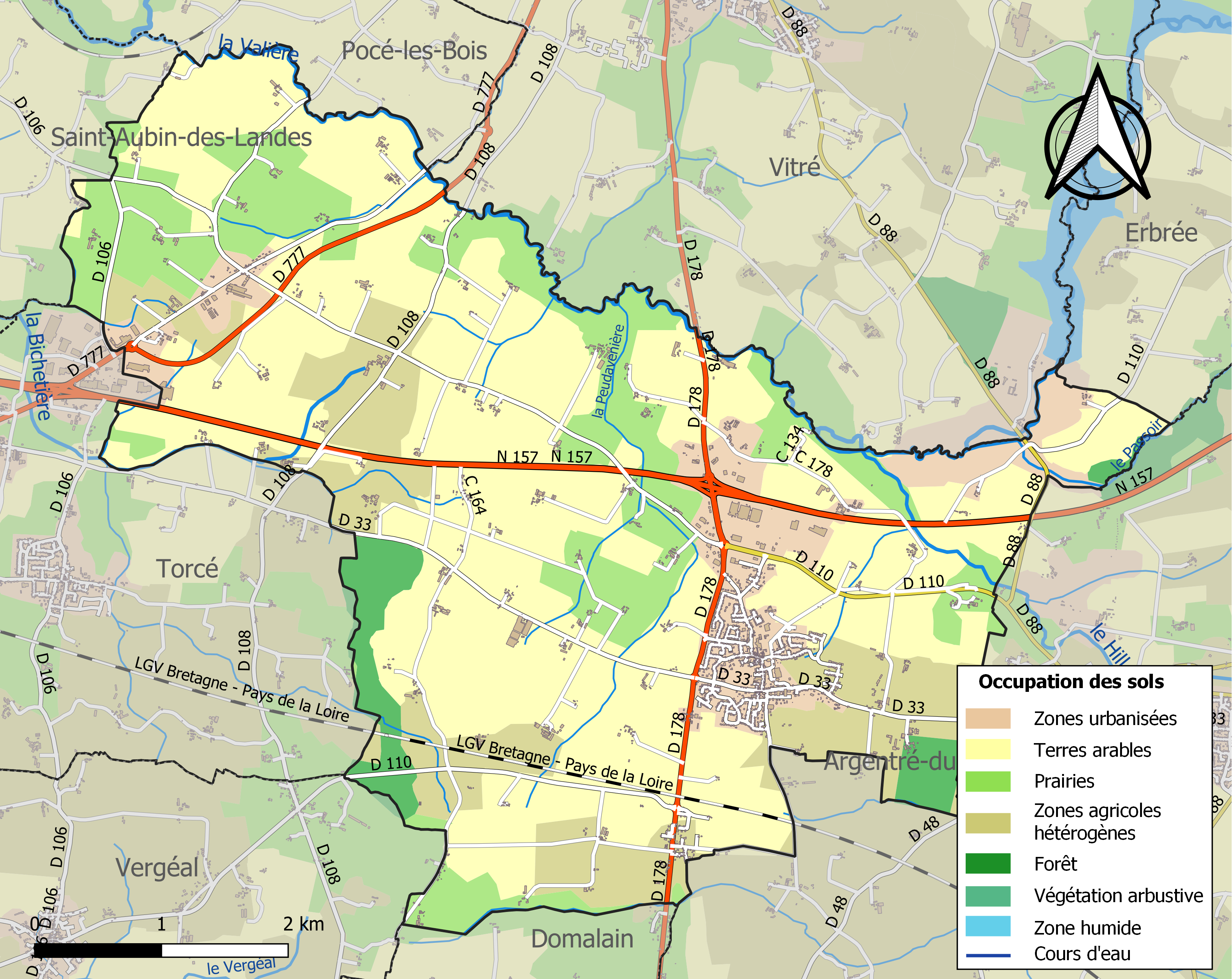
Kaart van de gemeente met belangrijkste infrastructuur, bodemgebruik en omliggende gemeenten

## Demografie
Onderstaande figuur toont het verloop van het inwonertal, bron: INSEE-tellingen. 